# 原蓋龜
原蓋龜（學名：Protostega）是一類已滅絕的海龜。牠們最初是於1872年肯薩斯州的斯莫基山組（Smoky Hill Chalk）發現，並由愛德華·德林克·科普（Edward Drinker Cope）命名。牠們長約3米，大小僅次於古巨龜，是已知第二大的龜。

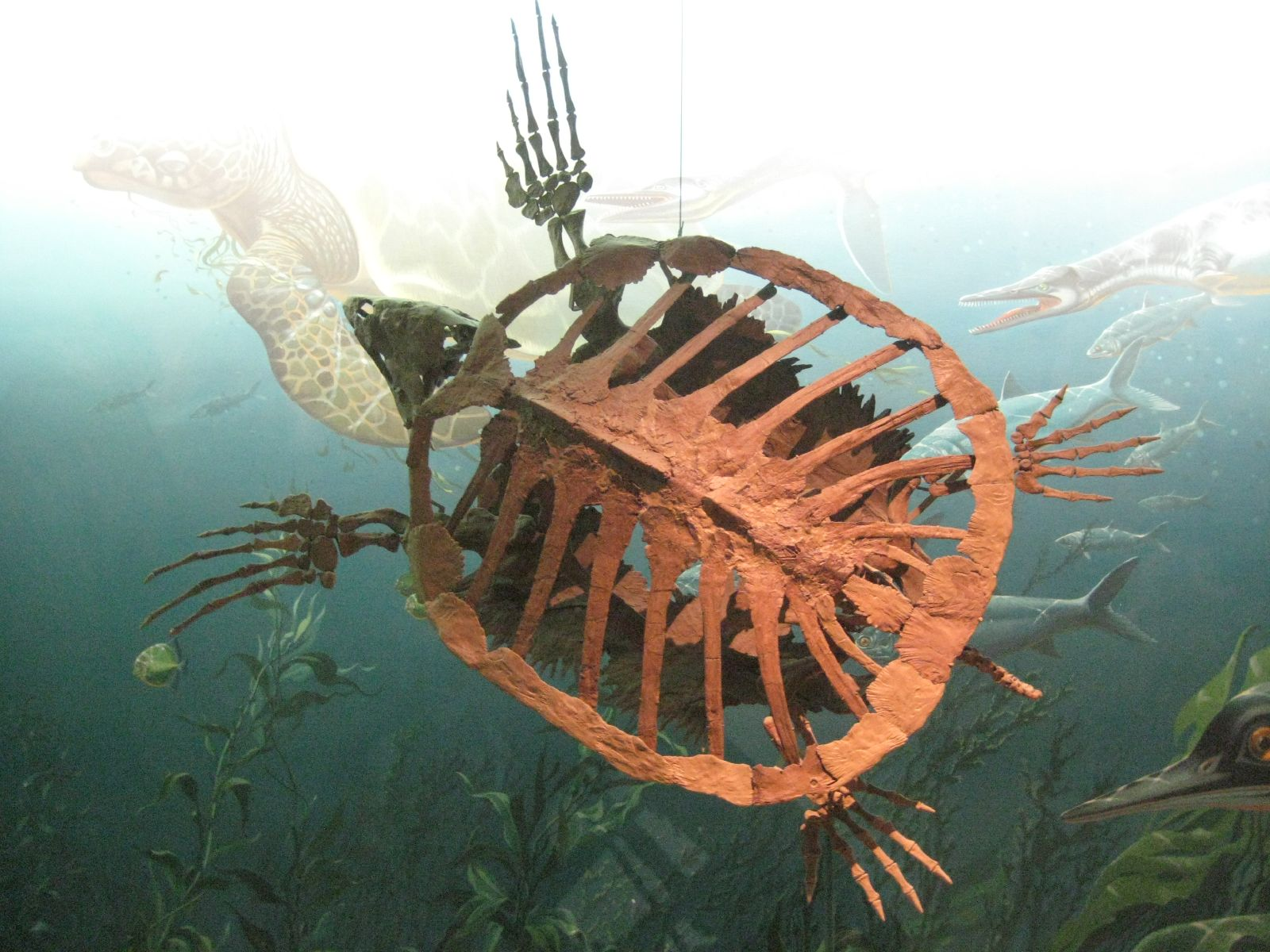
原蓋龜（P. gigas）的骨架。

原蓋龜像現今的棱皮龜，其龜殼沒有盾板，所以重量較輕及薄弱。原蓋龜可能是吃水母及貝類等海洋生物。

## 外部連結
- Oceans of Kansas